# Nikola Sibiak
Nikola Sibiak (Darłowo, 21 de junio de 2000) es una deportista polaca que compite en ciclismo en la modalidad de pista. Ganó una medalla de bronce en el Campeonato Europeo de Ciclismo en Pista de 2022, en la prueba de velocidad por equipos.

## Medallero internacional
| Campeonato Europeo | Campeonato Europeo | Campeonato Europeo | Campeonato Europeo    |
| Año                | Lugar              | Medalla            | Competición           |
| ------------------ | ------------------ | ------------------ | --------------------- |
| 2022               | Múnich ( Alemania) | Medalla de bronce  | Velocidad por equipos |